# Martino (obwód kurgański)
Martino (ros. Мартино) – wieś (sieło) w Rosji, w obwodzie kurgańskim, w rejonie makuszyńskim. W 2010 liczyła 313 mieszkańców.